# Frigyes Frank
Frigyes Frank (1890 - 1976) foi um pintor modernista e vanguardista budapestino. Embora o seu estilo seja identificável com o expressionismo, trabalhou vigorosamente noutros movimentos.
Foi pupilo de Ede Balló e de Tivadar Zemplényi, de 1908 a 1911, na Escola de Arte de Budapeste. Porém, no seguinte ano rumou a Munique, onde terminou os seus estudos trabalhando no atelier de Walter Thorn e, posteriormente, com Angelò Jank.
Foi mesmo na cidade alemã de Munique, que Frygies Frank expôs as suas obras pela primeira vez, junto a outros pintores.
Jovem pintor, foi intensamente elogiado pela crítica alemã, húngara e até francesa, sem exceptuar a rígida e restritiva crítica parisiense. Todos admiravam a sua forma de pintura que conservava um carácter descritivo e, ao mesmo tempo, introspectivo, semelhante às tendências expressionistas.
Devido a uma exposição de grande sucesso, onde expôs um excelso auto-retrato de 1916, foi-lhe concedido um prémio.
Após a Primeira Guerra Mundial viajou para Paris, exibindo trabalhos na Societé des Artistes Français e no Salon d'Automne. Obteve relativo sucesso e, mais uma vez, elogiado foi pela crítica de Paris.
Contudo, foi depois de uma exposição na Galeria Bleinheim Jeune, no ano de 1926, onde exibiu Mimi, um retrato de uma das mais conhecidas "musas inspiradoras" de Frygies, que recebeu uma Menção Honrosa.
Tal como Pablo Picasso e a sua amante Dora Maar, Frygies desenvolveu com Mimi uma grande e ecléctica paixão eternizada pelos retratos que pintou da mesma, entre eles o desenho Mimi com flores de Outono
Depois de uma exibição de obras na cidade de Bordeaux recebeu ainda um Diploma de Honor, também em 1926.
Retornado à Hungria, trabalhou na sua cidade natal, Budapeste, e em Mártély, na década seguinte. Foi precisamente entre esta última cidade e Paris que Frygies desenvolveu um decisivo papel na expansão das aspirações expressionistas no Leste da Europa.
Teve igualmente um papel importante no desenvolvimento do movimento cubista.